# 1932年ロサンゼルスオリンピックのイタリア選手団
1932年ロサンゼルスオリンピックのイタリア選手団（1932ねんロサンゼルスオリンピックのイタリアせんしゅだん）は、1932年7月30日から8月14日にかけてアメリカ合衆国のロサンゼルスで開催された1932年ロサンゼルスオリンピックのイタリア選手団、およびその競技結果。

## 概要
今大会は金メダル12個、銀メダル12個、銅メダル12個の合計36個のメダルを獲得した。

## メダル
| メダル | 選手名                                                                                                  | 競技   | 種目                  |
| ------ | --- | ------ | --------------------- |
| 金     | ルイージ・ベッカリ                                                                                      | 陸上   | 男子1500m             |
| 金     | アッティリオ・パヴェジ                                                                                  | 自転車 | 男子個人ロードレース  |
| 金     | アッティリオ・パヴェジ グリエルモ・セガト ジュゼッペ・オルモ                                            | 自転車 | 男子団体ロードレース  |
| 金     | パオロ・ペドレッティ ニーノ・ボルザーリ マルコ・チマッティ アルベルト・ギラルディ                       | 自転車 | 男子4000m団体追い抜き |
| 銀     | グリエルモ・セガト                                                                                      | 自転車 | 男子個人ロードレース  |
| 銅     | ウーゴ・フリジェリオ                                                                                    | 陸上   | 男子50km競歩          |
| 銅     | ジュゼッペ・カステリ ルッジェーロ・マレガッティ ガブリエーレ・サルヴィアーティ エドガールド・トエッティ | 陸上   | 男子4×100mリレー      |
| 銅     | ブルーノ・ペッリツァーリ                                                                                | 自転車 | 男子スプリント        |